# العلاقات الأرمينية السيشلية
العلاقات الأرمينية السيشلية هي العلاقات الثنائية التي تجمع بين أرمينيا وسيشل.

## مقارنة بين البلدين
هذه مقارنة عامة ومرجعية للدولتين:
| وجه المقارنة                                              | أرمينيا                    | سيشل                                                |
| --------------------------------------------------------- | -------------------------- | --------------------------------------------------- |
| المساحة (كم2)                                             | 29.74 ألف                  | 459                                                 |
| عدد السكان (نسمة)                                         | 2.93 مليون                 | 95.84 ألف                                           |
| الكثافة السكانية (ن./كم²)                                 | 98.52                      | 20.88 ألف                                           |
| العاصمة                                                   | يريفان                     | فيكتوريا                                            |
| اللغة الرسمية                                             | لغة أرمنية                 | لغة فرنسية، لغة إنجليزية، اللغة الكريولية السيشيلية |
| العملة                                                    | درام أرميني                | روبية سيشلية                                        |
| الناتج المحلي الإجمالي (بليون دولار)                      | 11.54 مليار                | 1.49 مليار                                          |
| الناتج المحلي الإجمالي (تعادل القوة الشرائية) بليون دولار | 25.41 مليار                | 2.54 مليار                                          |
| الناتج المحلي الإجمالي الاسمي للفرد دولار أمريكي          | 3.49 ألف                   | 15.48 ألف                                           |
| الناتج المحلي الإجمالي للفرد دولار أمريكي                 | 8.07 ألف                   | 26.42 ألف                                           |
| مؤشر التنمية البشرية                                      | 0.743                      | 0.772                                               |
| رمز المكالمات الدولي                                      | +374                       | +248                                                |
| رمز الإنترنت                                              | .am، .հայ ‏                 | .sc                                                 |
| المنطقة الزمنية                                           | ت ع م+04:00، توقيت أرمينيا | ت ع م+04:00                                         |

## منظمات دولية مشتركة
يشترك البلدان في عضوية مجموعة من المنظمات الدولية، منها:
| علم المنظمة | اسم المنظمة                               | تاريخ انضمام أرمينيا | تاريخ انضمام سيشل |
| ----------- | ----------------------------------------- | -------------------- | ----------------- |
|             | يونسكو                                    | 9 يونيو 1992         | 18 أكتوبر 1976    |
|             | وكالة ضمان الاستثمار متعدد الأطراف        | 5 ديسمبر 1995        | 15 سبتمبر 1992    |
|             | الأمم المتحدة                             | 2 مارس 1992          | 21 سبتمبر 1976    |
|             | الفريق المعني برصد الأرض                  | ?                    | ?                 |
|             | الاتحاد البريدي العالمي                   | ?                    | ?                 |
|             | البنك الدولي للإنشاء والتعمير             | 16 سبتمبر 1992       | 29 سبتمبر 1980    |
|             | الاتحاد الدولي للاتصالات                  | 30 يونيو 1992        | 17 سبتمبر 1999    |
|             | منظمة حظر الأسلحة الكيميائية              | ?                    | 29 أبريل 1997     |
|             | مؤسسة التمويل الدولية                     | 18 أبريل 1995        | 11 يونيو 1981     |
|             | المركز الدولي لتسوية المنازعات الاستشارية | 16 أكتوبر 1992       | 19 أبريل 1978     |
|             | منظمة الشرطة الجنائية الدولية             | ?                    | 1 سبتمبر 1977     |

## وصلات خارجية
- موقع وزارة الخارجية الأرمينية
- موقع وزارة الخارجية السيشلية